# Цереллия Капитолина
Цере́ллия Капитоли́на (лат. Caerellia; II—I века до н. э.) — римская матрона, находившаяся в близких отношениях с Марком Туллием Цицероном.

## Биография

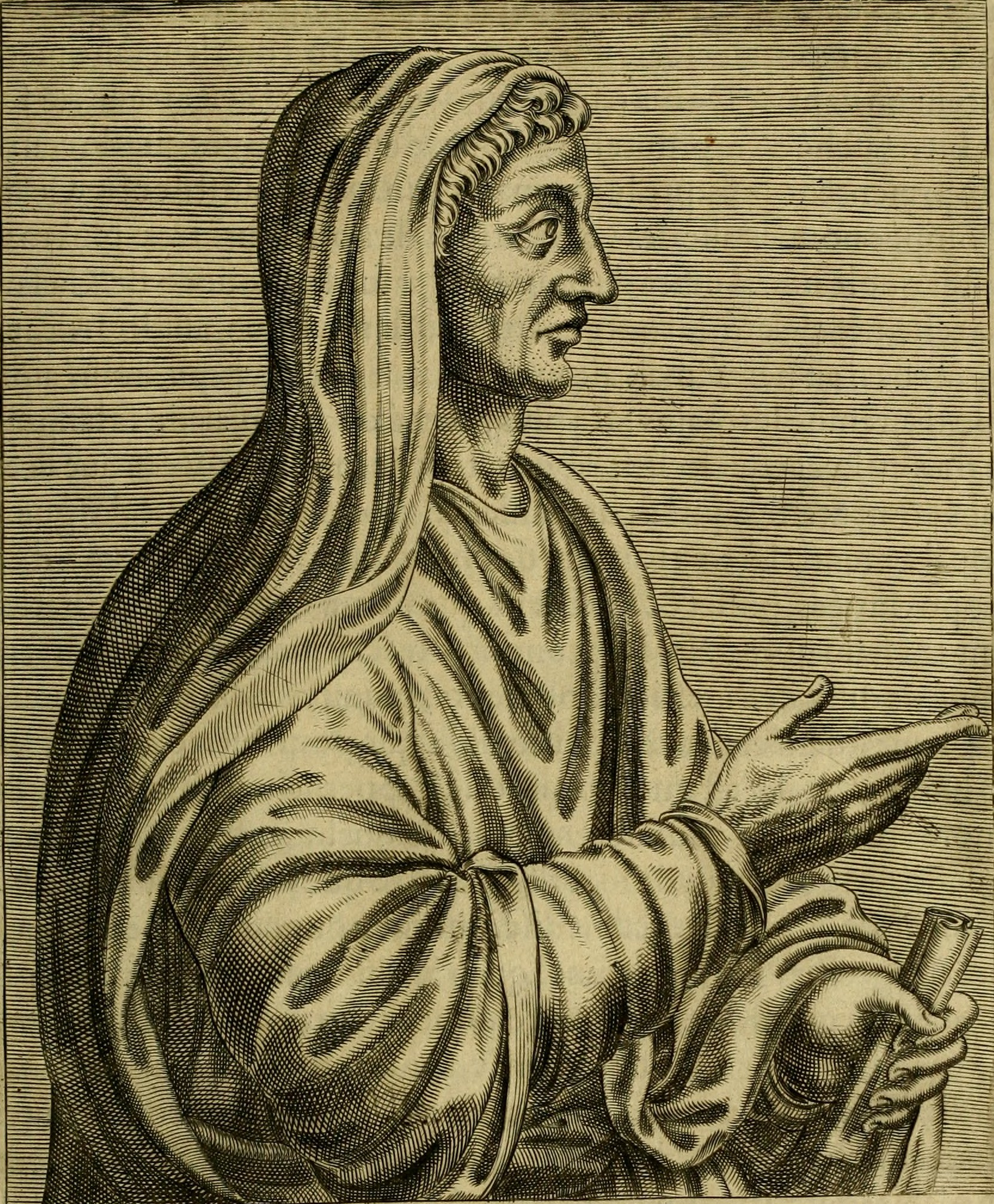
Цицерон

Благодаря сохранившимся источникам известно, что Цереллия Капитолина была богата и владела землями в провинции Азия. По крайней мере, с 46 года до н. э. она поддерживала близкие отношения с Марком Туллием Цицероном. Дион Кассий в своей «Римской истории» утверждает устами Квинта Фуфия Калена, будто Цицерон развёлся со своей второй женой Публилией для того, чтобы жениться на Цереллии и завладеть её состоянием. Исследователи полагают, что это сообщение едва ли имеет под собой какие-либо основания: политические враги часто обвиняли Цицерона в алчности, на момент развода ему было более 60-ти, а Цереллия была ещё старше. Реальной причиной для сближения и обмена письмами стал интерес Цереллии к философии. Впрочем, её переписка с Цицероном полностью утрачена.